# Ojo (Lagos)
Ojo é uma área de governo local e cidade

no estado de Lagos, na Nigéria. A Lagos State University está localizada em Ojo.
Ojo está localizado na seção terminal leste do Rodovia Costeira Trans-Oeste Africana, a cerca de 37 km a oeste de Lagos. É parte da Área Metropolitana de Lagos.

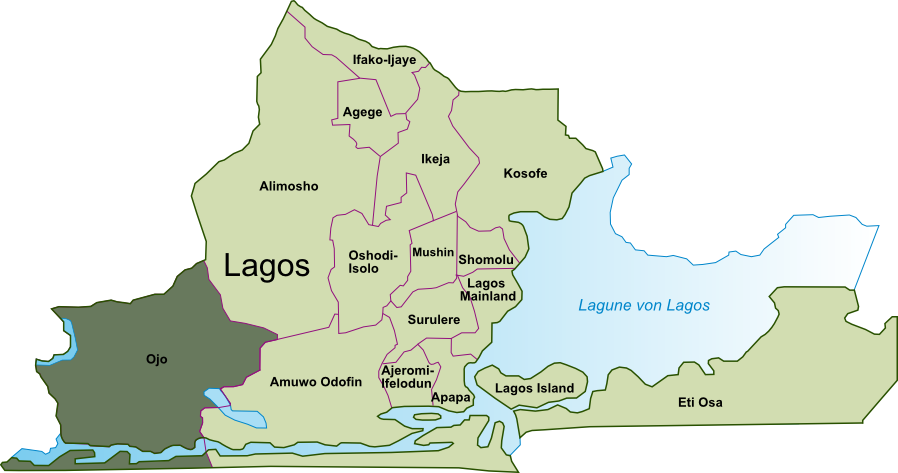
Localização de Ojo na Área Metropolitana de Lagos

Ojo é um distrito essencialmente residencial, embora contenha alguns dos principais mercados, incluindo o Alaba International Market, o mercado de gado de Alaba (Alaba Rago), o antigo complexo Lagos International Trade Fair e o mercado de Iyana-Iba. Também abriga as sedes divisionais de 81 divisões Exército Nigeriano e da Vila da Marinha.

## Transporte
O transporte é principalmente por estrada. A Rodovia Costeira Trans-Oeste Africana atravessa a parte leste-oeste da cidade e a divide em metades norte e sul. O caminho de Olojo, a estrada velha de Ojo, a estrada de Kemberi e a estrada de Alaba são as principais estradas na metade sul da cidade. Na metade norte, o caminho do Chefe Esan, a estrada Iyana-Ipaja, a estrada Ibo-Elerim, são as principais estradas.
Os serviços de balsa e lanchas rápidas estão disponíveis através do riacho Badagry e do rio Ojo, com o píer principal localizado no distrito de Ojo, na saída Olojo. Uma linha ferroviária de Lagos a Badagry através da Ojo está em construção e espera-se que ela alivie os engarrafamentos perpétuos dentro da área.

## Festivais
Ojo é conhecido pelo festival Olojo, durante o qual o Olojo usa a coroa. Outros festivais incluem Oro, que atraiu controvérsia para elementos anti-mulheres do festival.